# Endiandra minutiflora
Endiandra minutiflora är en lagerväxtart som beskrevs av André Joseph Guillaume Henri Kostermans. Endiandra minutiflora ingår i släktet Endiandra och familjen lagerväxter. Inga underarter finns listade i Catalogue of Life.